# Polska w organizacjach międzynarodowych
Polska w organizacjach międzynarodowych – Lista międzyrządowych organizacji międzynarodowych oraz politycznych grup nieformalnych, do których formalnie lub nieformalnie przystąpiła III Rzeczpospolita lub jest ich obserwatorem.
Organizacje ułożono chronologicznie względem dat polskiej akcesji.

## Organizacje międzynarodowe, których członkiem jest Polska
| Nazwa organizacji                                                          | Data powstania organizacji | Data polskiej akcesji | Strona internetowa        | Uwagi                                                                                          |
| -------------------------------------------------------------------------- | -------------------------- | --------------------- | ------------------------- | ---------------------------------------------------------------------------------------------- |
| Światowy Związek Pocztowy UPU                                              | 9 października 1874        | 1 maja 1919 roku      | www.upu.int/              |                                                                                                |
| Międzynarodowy Związek Telekomunikacyjny ITU                               | 17 maja 1865               | 1 stycznia 1921       | www.itu.int               |                                                                                                |
| Organizacja Narodów Zjednoczonych ONZ                                      | 24 października 1945       | 24 października 1945  | www.un.org                | Polska jest członkiem założycielskim                                                           |
| Organizacja Narodów Zjednoczonych do Spraw Oświaty, Nauki i Kultury UNESCO | 4 listopada 1946           | 6 listopada 1946      | www.unesco.org            |                                                                                                |
| Światowa Organizacja Zdrowia WHO                                           | 7 kwietnia 1948            | 7 kwietnia 1948       | www.who.org               | Polska jest członkiem założycielskim                                                           |
| Światowa Organizacja Meteorologiczna WMO                                   | 23 marca 1950              | 23 marca 1950         | public.wmo.int            | Polska jest członkiem założycielskim                                                           |
| Międzynarodowa Agencja Energii Atomowej IAEA                               | 29 lipca 1957              | 29 lipca 1957         | www.iaea.org              | Polska jest członkiem założycielskim                                                           |
| Organizacja Narodów Zjednoczonych do spraw Wyżywienia i Rolnictwa FAO      | 16 października 1945       | 9 listopada 1957      | www.fao.org               | W latach 1945–1951 Polska była członkiem założycielskim. Wystąpiła 25 kwietnia 1951 r.         |
| Organizacja Międzynarodowego Lotnictwa Cywilnego ICAO                      | 4 kwietnia 1947            | 20 listopada 1958     | www.icao.int              |                                                                                                |
| Międzynarodowa Organizacja Morska IMO                                      | 17 marca 1959              | 16 marca 1960         | www.imo.org               |                                                                                                |
| Inicjatywa Środkowoeuropejska ISE                                          | 11 listopada 1989          | 1991                  | www.cei.int               |                                                                                                |
|                                                                            |                            |                       |                           |                                                                                                |
| Europejska Organizacja Telekomunikacji Satelitarnej EUTELSAT IGO           | 13 maja 1977               | 20 grudnia 1991       | www.eutelsatigo.int       | Od 2 lipca 2017 na czele Organizacji stoi Polak - Sekretarz Wykonawczy Piotr Dmochowski-Lipski |
| Rada Europy                                                                | 5 maja 1949                | 26 listopada 1991     | www.coe.int               |                                                                                                |
| Rada Państw Morza Bałtyckiego CBSS                                         | 1992                       | 1992                  | www.cbss.org              | Polska jest członkiem założycielskim                                                           |
| Światowa Organizacja Handlu WTO                                            | 1 stycznia 1995            | 1 stycznia 1995       | www.wto.org               | Polska jest członkiem założycielskim                                                           |
| Organizacja Bezpieczeństwa i Współpracy w Europie OBWE                     | 1 stycznia 1995            | 1 stycznia 1995       | www.osce.org              | Polska jest członkiem założycielskim                                                           |
| Organizacja Współpracy Gospodarczej i Rozwoju OECD                         | 30 września 1961           | 22 listopada 1996     | www.oecd.org              |                                                                                                |
| Międzynarodowy Sojusz na rzecz Pamięci o Holokauście IHRA                  | 7 maja 1998                | 1999                  | holocaustremembrance.com  |                                                                                                |
| Organizacja Traktatu Północnoatlantyckiego NATO                            | 24 sierpnia 1949           | 12 marca 1999         | www.nato.int              |                                                                                                |
| Wspólnota Demokracji WD                                                    | 27 czerwca 2000            | 27 czerwca 2000       | community-democracies.org | Polska jest członkiem założycielskim                                                           |
| Komisja Ochrony Środowiska Morskiego Bałtyku HELCOM                        | 17 stycznia 2000           | 17 stycznia 2000      | wwww.helcom.fi            | Polska jest członkiem założycielskim                                                           |
| Unia Europejska UE                                                         | 1 stycznia 1958            | 1 maja 2004           | europa.eu                 | Polska była stowarzyszona od 1 marca 1992                                                      |
| Fundacja Azja-Europa ASEF                                                  | 15 lutego 1997             | 7 października 2004   | https://www.asef.org/     |                                                                                                |
| Europejski Obszar Gospodarczy EOG                                          | 1 stycznia 1994            | 6 grudnia 2005        | -                         |                                                                                                |
| Międzynarodowa Agencja Energetyczna IEA                                    | 19 listopada 1974          | 25 września 2008      | www.iea.org               |                                                                                                |
| Europejska Agencja Kosmiczna ESA                                           | 30 października 1980       | 19 listopada 2012     | www.esa.int               | Polska współpracowała z ESA jako Europejski Kraj Współpracujący od 2007.                       |

## Grupy nieformalne których członkiem jest Polska
| Nazwa organizacji         | Data powstania organizacji | Data polskiej akcesji | Strona internetowa          | Uwagi                                                                 |
| ------------------------- | -------------------------- | --------------------- | --------------------------- | --------------------------------------------------------------------- |
| Grupa Wyszehradzka V4     | 15 lutego 1991             | 15 lutego 1991        | www.visegradgroup.eu        | Polska jest członkiem założycielskim. Przed 1993 Trójkąt Wyszehradzki |
| Trójkąt Weimarski         | 28 sierpnia 1991           | 28 sierpnia 1991      | -                           | Polska jest członkiem założycielskim                                  |
| G6                        | maj 2003                   | 2006                  | -                           |                                                                       |
| Trójkąt Kaliningradzki    | 21 maja 2011               | 21 maja 2011          | -                           | Polska jest członkiem założycielskim                                  |
| 16+1                      | 2012                       | 2012                  |                             |                                                                       |
| Bukaresztańska Dziewiątka | 2015                       | 2015                  | -                           |                                                                       |
| Proces Berliński          | 28 sierpnia 2014           | 2018                  | https://berlinprocess.info/ |                                                                       |
| Trójmorze                 | 25 sierpnia 2016           | 25 sierpnia 2016      | www.three-seas.eu           | Polska jest członkiem założycielskim.                                 |
| Trójkąt Lubelski L3       | 28 lipca 2020              | 28 lipca 2020         | -                           | Polska jest członkiem założycielskim.                                 |

## Organizacje międzynarodowe których obserwatorem jest Polska
| Nazwa organizacji                          | Data powstania organizacji | Data polskiej akcesji | Strona internetowa     | Uwagi |
| ------------------------------------------ | -------------------------- | --------------------- | ---------------------- | --- |
| Rada Arktyczna                             | 19 września 1996           | 19 września 1998      | www.arctic-council.org | Polska jest wśród grupy czterech państw (obok Holandii, Niemiec i Wielkiej Brytanii), które jako pierwsze uzyskały taki status. |
| Międzynarodowa Organizacja Frankofonii MOF | 20 marca 1970              | 1997                  |                        | |